# ليس بدون ابنتي (فلم)
ليس بدون ابنتي (بالإنجليزية: Not Without My Daughter)، هو فيلم أمريكي درامي، أنتج سنة 1991 من قبل شركة ميترو غولدوين ماير، وصور في الولايات المتحدة وإسرائيل، وكان من بطولة كل من سالي فيلد وألفريد مولينا والممثل البريطاني من أصل هندي «روشن سيث»، والممثلة البريطانية سارة بيدل.

## القصة
بدأوا رحلة السفر من الولايات المتحدة إلى العاصمة الإيرانية طهران، كل من الخبير الكيميائي د. سيد بوزرق محمدي «ألفريد مولينا» وامه«سالي فيلد» وابنته ليلتقي أحد أقرباء د. محمدي في الثمانينيات، بعد أحداث الثورة الإيرانية سنة 1979، وتفاجأت الأم وابنتها الأسلوب العنصري ضد أمريكا، وخطف ابنتها، بحيث تمكنت الأم من الحصول على ابنتها والتخلص من المنغلقين وزوجها الذي تضامن مع الثورة وكراهيته الشديدة لأمريكا، بحيث عبرت الأم وابنتها عبر الحدود الإيرانية التركية قبل أن تعود إلى الوطن سالما.

## الممثلون
- سالي فيلد في دور زوجة محمدي.
- ألفريد مولينا في دور د. سيد محمدي
- جورج كورافيس في دور محسن.
- موني راي في دور أمياه بوزرغ.

## انتقادات
يقول الممثل الأمريكي المعروف روجر إيبرت عن الفيلم «كلا بدون إبنتي»:
«وقد عمل المخرج بكل مهاراته لغرض تحريك عواطفنا، بينما أمه وطفلتها» كما تعبر الفيلم«والذي يعرض للمجتمع الديني المتشدد فإن ذلك يمكن أن تحفز مشاعر المتابع، فتلك المشاهد لا أعتقد أن هذا الفيلم يظهر فقط صورة لبلد مسلم»، وانتقد المتابعون لفيلم كلا بدون ابنتي لتصوير المجتمع الإيراني على أنهم بدائيون وشيطانيون، والعنف الأسري الذي اجاد الممثل ألفريد مولينا في دور محمدي، بالإضافة إلى ظهور خلفية الموسيقى الكلاسيكية الأوروبية في أجواء إيران الافتراضية.